# Maristentor dinoferus
Maristentor, Maristentoridae
Famille
Genre
Espèce
Maristentor dinoferus, unique représentant du genre Maristentor et de la famille des Maristentoridae, est une espèce de Ciliés de la classe des Heterotrichea et de l’ordre des Heterotrichida.

## Étymologie
Le nom de Maristentor est composé du préfixe Mari- rappelant les îles Mariannes dans lesquelles l'organisme a été identifié, et du suffixe -stentor, par allusion au genre Stentor, cilié de la famille des Stentoridae auquel ce protiste ressemble.

L'épithète spécifique dinoferus de l'espèce type Maristentor dinoferus, composé de dino- (par allusion à l'algue microscopique dinoflagellé que le Maristentor héberge en grand nombre), et de -ferus à rapprocher du suffixe latin -ferum, « qui porte », donne au nom de l'espèce la signification littérale suivante : 

## Description
Maristentor dinoferus est un cilié sessile géant en forme de trompette, mesurant jusqu'à 1 mm de haut et 300 µm de large au niveau du chapeau. La calotte antérieure, ou zone péristomiale, est divisée en deux lobes bien visibles de fait de l’existence d’une profonde indentation ventrale.
Il y a un seul macronoyau globulaire, de nombreux micronoyaux, une centaine de rangées ciliaires somatiques et près de 400 membranelles adorales.
Ce cilié semble apparenté au genre Stentor des eaux douces, mais en diffère par deux caractéristiques :
1. les cils du fond du péristome sont dispersés (les rangées de cils sont ordonnées chez Stentor sp.),
2. la membrane parorale est très courte et fait face aux membranelles buccales (elle accompagne toute la zone membranellaire chez Stentor).

Le cilié héberge près de mille individus d’une algue symbiotique, un dinoflagellé du genre Symbiodinium, ce qui en fait le premier signalement sans équivoque de zooxanthelles chez un cilié.

## Habitat et répartition
Maristentor dinoferus a été découvert en 1966 sur les récifs coralliens de l'île de Guam, puis fut trouvée fréquemment, à des profondeurs de 3 à 20 m, où il forme des amas noirs, visibles à l'œil nu, notamment sur une macro algue Phaeophyta du genre Padina.

## Systématique
Le genre et son unique espèce ont été décrits en 2002 par les microbiologistes Christopher S. Lobban (d), María Schefter (d), Alastair Geoffrey Brinley Simpson (d), Xavier Pochon (d), Josiane Pawlowski (d) et Wilhelm Foissner.
La famille monogénérique des Maristentoridae a été proposée en 2005 par Wei Miao (d), Alastair G. B. Simpson (d),Cheng-Jie Fu (d) et Christopher S. Lobban (d).

## Publications originales
- (en) Lobban C., Schefter M., Simpson A.G.B., Pochon X., Pawlowski J. et Foissner W., « Maristentor dinoferus n. gen., n. sp., a giant heterotrich ciliate (Spirotrichea: Heterotrichida) with zooxanthellae, from coral reefs on Guam, Mariana Islands », Marine Biology, Springer Science+Business Media, vol. 140, no 2,‎ 1er février 2002, p. 411-423 (ISSN 0025-3162 et 1432-1793, OCLC 299662112, DOI 10.1007/S002270100690, lire en ligne).
- (en) Wei Miao, Alastair G. B. Simpson, Chengjie Fu et Christopher S. Lobban, « The Giant Zooxanthellae-bearing Ciliate Maristentor dinoferus (Heterotrichea) is Closely Related to Folliculinidae », Journal of Eukaryotic Microbiology, International Society of Protistologists, vol. 52, no 1,‎ 1er janvier 2005, p. 11-16 (ISSN 1066-5234 et 1550-7408, PMID 15702974, DOI 10.1111/J.1550-7408.2005.3311R.X, lire en ligne).